# Dómiros
Dómiros (Domiros) är en ort i Grekland.   Den ligger i prefekturen Nomós Serrón och regionen Mellersta Makedonien, i den nordöstra delen av landet, 300 km norr om huvudstaden Aten. Dómiros ligger 195 meter över havet och antalet invånare är 154.
Terrängen runt Dómiros är varierad.Runt Dómiros är det glesbefolkat, med 19 invånare per kvadratkilometer. Närmaste större samhälle är Dravískos, 5,0 km sydväst om Dómiros. Trakten runt Dómiros består till största delen av jordbruksmark.